# スローハンド (アルバム)
『スローハンド』（Slowhand）は、エリック・クラプトンが1977年に発表したアルバム。タイトルは、エリックのニックネーム。ビルボード誌のアルバム・チャートで2位を記録。

## 解説
エリック・クラプトンの代表作とされることの多い作品。音楽評論家のStephen Thomas Erlewine
は、allmusicにおいて『461 オーシャン・ブールヴァード』と並ぶ傑作と評しており、『ローリング・ストーン誌が選ぶオールタイム・ベストアルバム500』に於いて325位にランクイン。
『461 オーシャン・ブールヴァード』以降のエリックの作品は、アメリカやジャマイカのスタジオでレコーディングされたが、本作は久し振りに母国イギリスでのレコーディングとなった。プロデューサーは、ローリング・ストーンズやザ・フーとの仕事で知られるグリン・ジョンズ。サポート・メンバーは、1974年からのレギュラー・バンドに、元キング・クリムゾンのメル・コリンズを加えた編成。
「ワンダフル・トゥナイト」は、当時の妻パティにインスパイアされて作ったラヴ・ソングで、エリックのバラードの中でも特に人気が高く、ライブでも頻繁に披露されている。日本のテレビドラマ『しあわせの決断』（1992年放送）の主題歌に使用された他、金子飛鳥『mother』、ベイビーフェイス『Playlist』等でカヴァーされた。
「レイ・ダウン・サリー」は、本作からの第一弾シングルとしてリリースされ、Billboard Hot 100で3位となる。
ジャケットデザインはクラプトン自身が担当し、カヴァーは浅沼ワタルの写真を加工してデザインされた。

## 収録曲

### Side 1
1. コカイン - Cocaine (J. J. Cale)
2. ワンダフル・トゥナイト - Wonderful Tonight (Eric Clapton)
3. レイ・ダウン・サリー - Lay Down Sally (E. Clapton, Marcy Levy, George Terry)
4. ネクスト・タイム・ユー・シー・ハー - Next Time You See Her (E. Clapton)
5. ウィ・アー・オール・ザ・ウェイ - We're All the Way (Don Williams)

### Side 2
1. ザ・コア - The Core (E. Clapton, M. Levy)
2. メイ・ユー・ネヴァー - May You Never (John Martyn)
3. ミーン・オールド・フリスコ - Mean Old Frisco (Arthur Crudup)
4. ピーチェズ・アンド・ディーゼル - Peaches and Diesel (E. Clapton, Albhy Galuten)

## 参加ミュージシャン
- エリック・クラプトン - ボーカル、ギター
- ジョージ・テリー - ギター
- ディック・シムズ - キーボード
- カール・レイドル - ベース
- ジェイミー・オルディカー - ドラム 、パーカッション
- メル・コリンズ - サックス
- マーシー・レヴィ、イヴォンヌ・エリマン - ボーカル